# جايسون جاريت
جايسون جاريت (بالإنجليزية: Jason Jarrett)‏ هو سائق سباق أمريكي، ولد في 14 أكتوبر 1975 في كونوفر في الولايات المتحدة.

## وصلات خارجية
- الموقع الرسمي
- جايسون جاريت على موقع Racing-Reference.info (الإنجليزية)